# Eupithecia massiliata
Eupithecia massiliata là một loài bướm đêm trong họ Geometridae.